# Sputnik 41
Sputnik 41 (russisch Спутник 41, französisch Spoutnik 41), auch Sputnik Jr 2, Radio Sputnik 18 und RS-18, war ein französisch-russischer Amateurfunksatellit, der 1998 zum Gedenken an den einhundertsten Jahrestag der Gründung des Aéro-Club de France und einundvierzigsten Jahrestag des Starts von Sputnik 1, dem ersten künstlichen Satelliten der Welt, gestartet wurde. Der Satellit bestand aus einem Modell des Sputnik 1 im Maßstab 1:3 und hatte eine Masse von zirka 3,5 kg.

## Mission
Sputnik 41 wurde an Bord der Mission Progress-M 40 am 25. Oktober 1998 gestartet und zur Raumstation Mir gebracht. Am 10. November 1998 wurde der Satellit während eines Außenbordeinsatzes der Kosmonauten Gennadi Padalka und Sergei Awdejew in Betrieb genommen und in eine eigene Umlaufbahn entlassen. Sputnik 41 verfügte über einen 150-mW-Sender, der Sprachbotschaften in Frequenzmodulation übertrug. Das Signal wurde weltweit von Funkamateuren empfangen. Am 11. Dezember 1998 stellte Sputnik 41 den Betrieb ein, nachdem die Batterien verbraucht waren. Am 11. Januar 1999 verglühte der Satellit.

## Frequenzen
- 145,8125 MHz FM